# Riprando II
Riprando II (... – ante 999) è stato un conte longobardo di Piacenza dal 990 al 999.

## Biografia
Figlio di Riprando I e fratello minore di Gandolfo, fu forse conte di Verona. Sembrerebbe che per un anno o poco più, prima della morte, Riprando fosse passato a reggere la contea di Verona, probabilmente lasciata vacante all'improvviso dalla sparizione del fratello.
C'è da dire, però, che spesso si fa confusione tra questo personaggio e l'omonimo nipote, che da più autori è confermato come colui che ricoprì l'incarico comitale in qualità di successore del padre Gandulfus. Una quota dei beni del feudo di Imbersago, originariamente detenuto da Risbaldus da Caltignaga, passò a una figlia (Berta?), andata in sposa a Riprando conte di Piacenza. I discendenti di questi permuteranno poi i suoi diritti con i discendenti di un altro ramo dei Caltignaga.
Tra il 1010 e il 1013 Bonifacio di Canossa sposò in prime nozze Richilde, una ricca vedova appartenente alla famiglia dei conti di Bergamo. Diciamo subito, con un breve salto temporale che il discorrere di storia ci permette, che la contessa Richilde, “donna assai ricca d'onore” (cfr. la Vita Mathildis di Donizone di Canossa), fu poi sepolta proprio a Nogara.
Sulla base di alcuni documenti conservati presso l'archivio abbaziale di Nonantola, che il primo marito di Richilde, del quale non si conosce esplicitamente il nome e del quale lei stessa si dichiara vedova in un documento del 1010, sia stato tale Riprando, della famiglia piacentina dei Gandolfingi, poi conte di Verona tra il 996 e il 998.
Ebbene dalla sua famiglia d'origine e da Riprando, suo primo marito, Richilde ottenne numerose terre in eredità nel Cremonese e nel Veronese, tra cui anche metà del castello di Nogara. Risulta abbastanza chiara ora l'importanza che ebbe per Bonifacio questo matrimonio, ossia la dote che incamerò tramite il matrimonio con Richilde, che gli permise di fare un notevole balzo verso nord come proprietario terriero e come detentore di diritti giurisdizionali, sui due fronti cui prima accennavo, nel territorio di Cremona e, seguendo il tracciato dell'Adda, verso Bergamo e nella direzione di Verona.
Tra il 995 e il 999, Ragilenda, figlia del defunto Riprando, sposatasi in seconde nozze con Obertus, in atti relativi al maneggio di beni ubicati nella zona di Monza, agisce in accordo con i congiunti, tra cui il figlio Berengario, suddiacono a Milano, Adelbert e Wihlelm (cfr. Manaresi, San Bartolomeo, pagina 307 alla nota 1, con riferimento a Muratori: nel documento originale custodito nell'Archivio di Milano, si legge "signum manus Adelberti comes filius suprascripte Ragilende". Forse dalla lettura del documento, peraltro difficile, potrebbe identificarsi un terzo fratello, in aggiunta a Berengar e a Hugo comes.

## Figli
- Lanfranco, sposo Berta, figlia di Adalberto I degli Obertenghi, marchese della Marca Obertenga
- N.N., sposò il conte Ottone I di Monferrato, da cui avrà il marchione Guglielmo I

## Atti
- Oddillone canonico suddiacono della cattedrale dona beni nei dintorni di Settima alla medesima (980).